# HellasSat 3/Inmarsat-S-EAN
O HellasSat 3/Inmarsat-S-EAN, anteriormente chamado de EuropaSat, é um satélite de comunicação geoestacionário construído pela Thales Alenia Space que está localizado na posição orbital de 39 graus de longitude leste e é operado pela Inmarsat em parceria com a Arabsat (Hellas Sat). O satélite foi baseado na plataforma Spacebus-4000C4 e sua expectativa de vida útil será de 15 anos.

## Lançamento
O satélite foi lançado com sucesso ao espaço em 28 de junho de 2017, às 21:15 UTC, por meio de um veículo Ariane 5 ECA a partir do Centro Espacial de Kourou, na Guiana Francesa, juntamente com o satélite GSAT-17. Ele tinha uma massa de lançamento de 5.780 kg.

## Capacidade e cobertura
O HellasSat 3/Inmarsat-S-EAN está equipado com uma carga em banda S, 44 transponders em banda Ku e um em banda Ka.
Os 9 feixes pontuais de Banda S permitem serem usados em duas polarizações, usando uma grande antena Tx de 12 metros de diâmetro para fornecer serviços de transmissão móvel e de duas vias de telecomunicações em toda a Europa. A carga útil de 44 transponders em banda Ku é o substituto do satélite HellasSat 2 e proporciona mais capacidades de crescimento para seus clientes com coberturas diversificadas na Europa, Oriente Médio e África.